# Simeon Stylita mladší
Svatý Simeon Stylita mladší (latinsky Simeon, stylita iunior in Monte Mirabili, církevněslovansky Prepodobnyj Simeon Stołpnik na Diwnoj gore, 521, Antiochie – 24. května 597, Sýrie) byl teolog a anachoreta, uctívaný dnes katolickou a pravoslavnou církví jako světec.

## Život
Narodil se v Antiochii v rodině, která přišla z Edessy. Jeho matka Marta je také dnes uctívána jako světice. Jáhenské svěcení přijal kolem dvacátého roku věku během svého pobytu v komunitě mnichů. Záhy poté – zřejmě po vzoru Simeona Stylity staršího – začal žít jako poustevník na sloupu. Po několika letech života na sloupu se uchýlil na horu mezi Antiochií a Selucií. Zde jej začali vyhledávat lidé s prosbami o duchovní vedení a rady. Na Simeonovu přímluvu zde docházelo k zázrakům, podle kterých dostala hora pojmenování Mons Admirabilis. Kolem Simeona se vytvořila mnišská komunita, která si založila kolonii na způsob jakéhosi kláštera kolem sloupu, na který se opět uchýlil. Ve 33 letech byl Simeon vysvěcen na kněze. I jako kněz setrval u svého života stylity a u asketismu.
Simeon zemřel ve svých 75 letech a pohřben byl vedle hrobu své matky Marty v klášteře, kde kdysi žil před výstupem na sloup. Zůstaly po něm zachovány texty kázání a epistelografické texty, jakož i liturgické hymny. Ty jsou dokladem hloubky a kvality jeho teologického vzdělání.